# Fila india

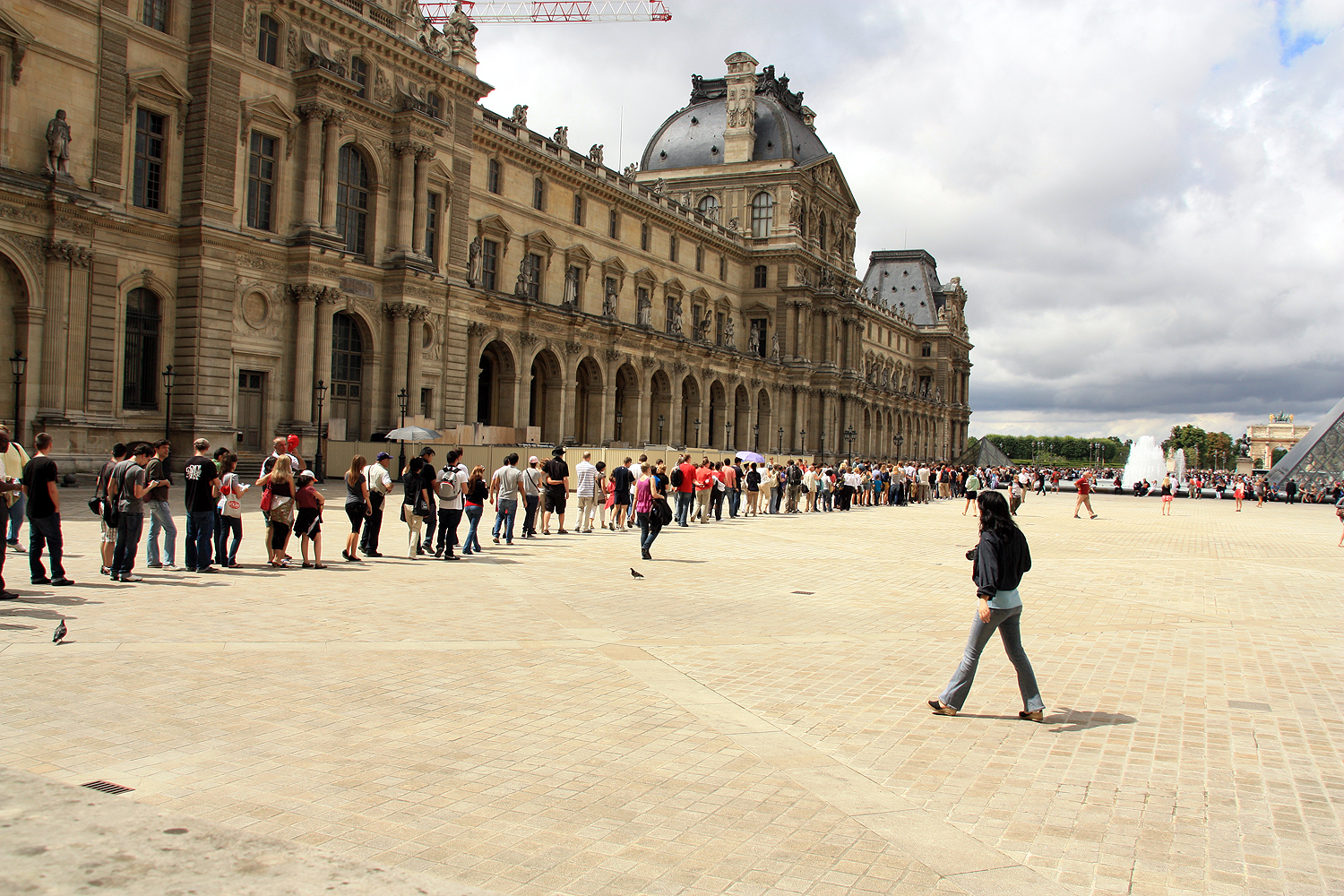
Visitantes del Museo del Louvre haciendo una cola (o «fila india») para entrar

Se denomina fila india al avance de cierto número de personas que marchan una detrás de otra siguiendo un sendero (real o imaginario) que muchas veces se abre por el paso de las personas que le dan origen, en una zona donde, por lo general, no existían senderos previos. Su nombre obedece a que era la única forma de sendero que tenían los indígenas americanos para la época del descubrimiento de América. Los indígenas americanos seguían un procedimiento casi idéntico en todas partes: cuando un grupo familiar tenía que desplazarse a otro sitio, lo hacían en fila india, con una distribución jerárquica en dicha fila, siendo el varón de mayor importancia o experiencia el que iniciaba la marcha poniéndose al frente de la comitiva. Lo mismo sucedía con los porteadores de oficio, que seguían senderos milenarios llevando su carga sobre la espalda y los hombros en sus largos recorridos, como puede verse en una imagen de unos indios guatemaltecos en la página 250 de la obra de West y Augelli ya citada. En dicha imagen puede verse cómo tres porteadores llevan cada uno una carga considerable en fila india y descalzos, a pesar de que el sendero original se había ampliado desde la época colonial para convertirse en un camino empedrado de mayor anchura. Dicha imagen, perteneciente a la Delta Air Lines, fue incluida en el libro citado para ilustrar el método tradicional de transporte de mercancías de los indígenas americanos. 
Los senderos indígenas en América son, pues, senderos ancestrales, abiertos en un paisaje en el que no existían animales de tiro ni carruajes, ya que no se conocía la rueda ni el arco (elemento arquitectónico derivado de la rueda) en el continente americano. Es por este último motivo por el que los indígenas solo construyeron y utilizaron puentes colgantes de materias vegetales, a menudo de gran envergadura, aunque solo para el paso también en fila india. 
El proceso histórico que dio origen a este tipo de avance en fila india quedó tan arraigado en la personalidad del indígena americano que aún hoy, en las ciudades modernas de todo el mundo, las familias formadas por indígenas o sus descendientes (o grupos de personas de diversas profesiones) caminan de esta manera en pleno paisaje urbano.